# حلزون نفیر
حلزون نَفیر نامی عمومی است که برای انواع گوناگونی از حلزون‌های خوراکی دریایی استفاده می‌شود.
اگرچه این نام بیشتر به خانواده حلزون‌های نفیر اصلی (Buccinidae) اشاره دارد، اما برای برخی از گونه‌های نرم‌تنان شکم‌پا هم استفاده می‌شود.
در زبان ژاپنی سوبو (ツブ) نامیده می‌شود و یکی از عناصر سوشی است.

## نمونه‌ها
- حلزون نفیر معمولی
- حلزون نفیر قرمز
- حلزون نفیر لکه‌دار
- حلزون نفیر چروکیده
- حلزون نفیر مطبق